# Río Leque
Der Río Leque ist der Oberlauf des Río Cotacajes und fließt an den Osthängen der Anden-Kordilleren in dem südamerikanischen Staat Bolivien.
Der Río Leque bildet sich am Südostrand der Serranía de Sicasica bei der Ortschaft Pauca aus der Vereinigung von Río Tallija und Río Khala Parani in einer Höhe von 3267 m. Der Fluss fließt ab seiner Entstehung in nördlicher Richtung und vereinigt sich nach 35 Kilometern mit dem Río Colquiri zum Río Ayopaya. Auf der gesamten Strecke bildet der Río Leque die Grenze zwischen dem Departamento Cochabamba und dem Departamento La Paz.
Der Río Ayopaya wird nach 40 Kilometern zum Río Sacambaya (37 km), der sich dann mit dem Río Negro vereinigt und anschließend den Río Cotacajes bildet. Nach 125 Kilometern wiederum vereinigt sich dieser mit dem Río Santa Elena und trägt flussabwärts den Namen Río Alto Beni.